# Oberteuringen
Oberteuringen är en kommun (tyska Gemeinde) i Bodenseekreis i delstaten Baden-Württemberg i Tyskland. Folkmängden uppgår till cirka 5 100 invånare, på en yta av 20,07 kvadratkilometer.
Kommunen ingår i kommunalförbundet Markdorf tillsammans med staden Markdorf och kommunerna Bermatingen och Deggenhausertal.